# Bahnrichter (Eisenbahn)
Bahnrichter, auch Vorarbeiter oder Rottenführer,  ist eine Bezeichnung für den Vorarbeiter einer Bahnunterhaltungsrotte in Österreich. Sein Vorgesetzter ist der Bahnmeister, ihm untergeben sind die Rottenarbeiter, die mit der Ausführung der Bahnunterhaltungsarbeiten betrauten Bahnbediensteten.